# Arthrotus saigusai
Arthrotus saigusai es un coleóptero de la familia Chrysomelidae. Fue descrita científicamente por primera vez en 1969 por Kimoto.